# Pirólisis

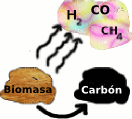
Esquema de la pirólisis.

La pirólisis (del griego: piro, ‘fuego’, y lisis, ‘rotura’) es la descomposición química de materia orgánica y todo tipo de materiales, excepto metales y vidrios, causada por el calentamiento a altas temperaturas en ausencia de oxígeno (y de cualquier halógeno). Involucra cambios simultáneos de composición química y estado físico, los cuales son irreversibles. En este caso, no produce ni dioxinas ni furanos.
La pirólisis permite producir un sólido carbonoso, un aceite y un gas. Comienza a un nivel de temperatura relativamente bajo (a partir de 200 °C) y continúa hasta unos 1.000 °C. Según la temperatura, la proporción de los tres compuestos resultantes es diferente. En particular, se puede producir en un horno solar, como se ha demostrado en el  horno solar de Odeillo.
La pirólisis extrema, que solo deja carbono como residuo, se llama carbonización. La pirólisis es un caso especial de termólisis.
Un ejemplo de pirólisis es la destrucción de neumáticos usados. En este contexto, la pirólisis es la degradación del caucho de la rueda mediante el calor en ausencia de oxígeno.
Todos los cuerpos orgánicos complejos están compuestos por cadenas de moléculas (polímero; por ejemplo, plásticos, caucho, madera, papel, etc.).
El calor rompe esta cadena y produce moléculas orgánicas más pequeñas, como metano CH4, dióxido de carbono CO2 y agua H2O .
Cuando un cuerpo sólido, como la madera, se quema, a menudo se hace de la siguiente manera:
- la humedad se evapora (deshidratación);
- el calor de la llama descompone la materia en moléculas ligeras;
- las moléculas ligeras, del tipo metano, arden con el dioxígeno del aire.

Por lo tanto, existe una combinación de pirólisis/combustión de un gas, provocando la combustión y manteniendo la pirólisis mientras quede material para quemar.
La mayoría de las veces, hablamos de pirólisis para la descomposición a alta temperatura aunque sin llama (por ejemplo la descomposición de grasas en el proceso de limpieza de un horno denominado "pirólisis").

## Procesos y mecanismos generales

Procesos en la degradación térmica de la materia orgánica a presión atmosférica

La pirólisis consiste generalmente en calentar el material por encima de su temperatura de descomposición, rompiendo los enlaces químicos de sus moléculas.  Los fragmentos suelen convertirse en moléculas más pequeñas, pero pueden combinarse para producir residuos con mayor masa molecular, incluso sólidos covalentes amorfos.
En muchos entornos, pueden estar presentes algunas cantidades de oxígeno, agua u otras sustancias, de modo que puede producirse combustión, hidrólisis u otros procesos químicos además de la pirólisis propiamente dicha.  A veces estas sustancias químicas se añaden intencionadamente, como en la quema de leña, en la fabricación tradicional de carbón vegetal y en el craqueo al vapor del petróleo crudo.
Por el contrario, el material de partida puede calentarse en el vacío o en una atmósfera inerte para evitar reacciones químicas secundarias (como la combustión o la hidrólisis).  La pirólisis en el vacío también reduce el punto de ebullición de los subproductos, mejorando su recuperación.
Cuando la materia orgánica se calienta a temperaturas crecientes en recipientes abiertos, generalmente se producen los siguientes procesos, en etapas sucesivas o superpuestas:
- Por debajo de unos 100 °C, los volátiles, incluida parte del agua, se evaporan. Las sustancias sensibles al calor, como la vitamina C y la proteínas, pueden cambiar parcialmente o descomponerse ya en esta etapa.
- A unos 100 °C o un poco más, se expulsa el agua restante que sólo está absorbida en el material. Este proceso consume mucho energía, por lo que la temperatura puede dejar de aumentar hasta que toda el agua se haya evaporado. El agua atrapada en la estructura cristalina de los hidratos puede desprenderse a temperaturas algo más altas.
- Algunas sustancias sólidas, como las grasas, las ceras y el azúcar, pueden fundirse y separarse.
- Entre 100 y 500 °C, muchas moléculas orgánicas comunes se descomponen. La mayoría de los azúcares comienzan a descomponerse a 160-180 °C. La celulosa, uno de los principales componentes de la madera, el papel y los tejidos de algodón, se descompone a unos 350 °C.[5] La lignina, otro de los principales componentes de la madera, comienza a descomponerse a unos 350 °C, pero sigue liberando productos volátiles hasta los 500 °C.[5] Los productos de descomposición suelen incluir agua, monóxido de carbono CO y/o dióxido de carbono CO
2, así como un gran número de compuestos orgánicos.[6][7] Los gases y productos volátiles salen de la muestra, y algunos de ellos pueden condensarse de nuevo en forma de humo. Generalmente, este proceso también absorbe energía. Algunos volátiles pueden encenderse y arder, creando una llama visible. Los residuos no volátiles suelen volverse más ricos en carbono y formar grandes moléculas desordenadas, con colores que oscilan entre el marrón y el negro. En este punto se dice que la materia ha sido "charroja" o "carbonizada".
- A 200-300 °C, si no se ha excluido el oxígeno, el residuo carbonoso puede empezar a arder, en una reacción altamente exotérmica, a menudo sin llama o con poca llama visible.  Una vez iniciada la combustión del carbono, la temperatura aumenta espontáneamente, convirtiendo el residuo en una brasa incandescente y liberando dióxido y/o monóxido de carbono. En esta fase, parte del nitrógeno que aún queda en el residuo puede oxidarse en óxido de nitrógeno como NO
2 y N
2O
3. El azufre y otros elementos como el cloro y el arsénico pueden ser oxidados y volatilizados en esta etapa.
- Una vez completada la combustión del residuo carbonoso, suele quedar un residuo mineral pulverulento o sólido (ceniza), formado por materiales inorgánicos oxidados de alto punto de fusión. Parte de la ceniza puede haber salido durante la combustión, arrastrada por los gases como cenizas volantes o emisiones de partículas.  Los metales presentes en la materia original suelen permanecer en las cenizas como óxidos o carbonatos, como la potasa. El fósforo, procedente de materiales como los huesos, los fosfolípidos y los ácidos nucleicos, suele permanecer como fosfato.

## Pirólisis anhidra

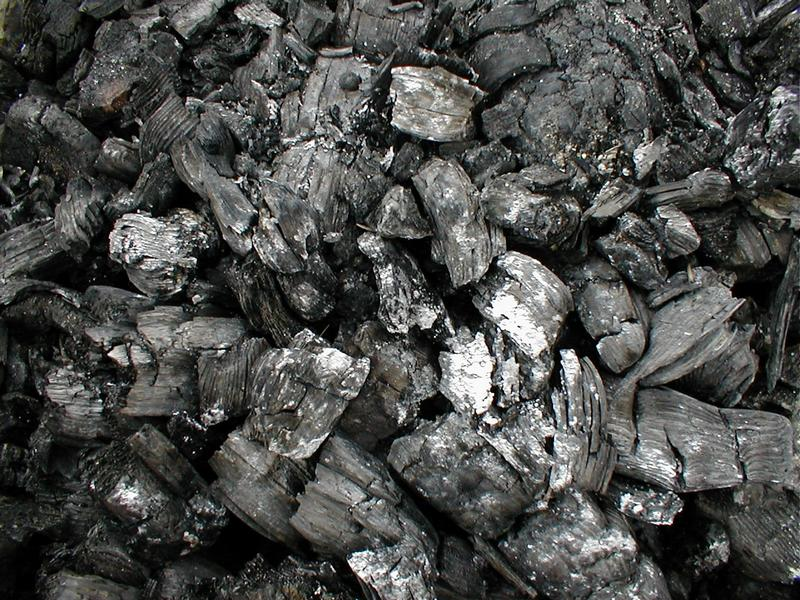
Carbón vegetal obtenido mediante pirólisis.

La pirólisis ocurre en una atmósfera deficitaria en oxígeno. 
Este fenómeno ocurre normalmente cuando un compuesto orgánico sólido se calienta fuertemente en la ausencia de oxígeno , como por ejemplo, los productos de pirólisis de materia orgánica, que al freír o asar producen hidrocarburos aromáticos policíclicos, aminas heterocíclicas y amino imidazol azarenos. Aunque estos procesos se llevan a cabo en una atmósfera normal, las capas externas del material conservan el interior sin oxígeno.
El proceso también ocurre cuando se quema un combustible sólido compacto, como la madera. De hecho, las llamas de un fuego de madera se deben a la combustión de gases expulsados por la pirólisis, no por la combustión de la madera en sí misma. 
Un antiguo uso industrial de la pirólisis anhidra es la producción de carbón vegetal mediante la pirólisis de la madera. Más recientemente la pirólisis se ha usado a gran escala para convertir el carbón en carbón de coque para la metalurgia, especialmente en la fabricación de acero.
Se piensa que la pirólisis anhidra tiene lugar durante la catagénesis, la conversión de querógeno a combustible fósil
En muchas aplicaciones industriales este proceso es llevado a cabo bajo presión y a temperaturas por encima de los 430 °C. La pirólisis anhidra también se puede usar para producir un combustible líquido similar al gasoil a partir de biomasa sólida o plásticos. La técnica más común utiliza unos tiempos de residencia muy bajos (menos de dos segundos) y temperaturas de entre 400 y 800 °C.

## Pirólisis acuosa
El término pirólisis se utiliza en ocasiones para denominar también la termólisis con presencia de agua, tal como el craqueo por vapor de agua del petróleo o la depolimerización térmica de los residuos orgánicos en crudo pesado.

## Pirólisis al vacío
En la pirólisis al vacío, el material orgánico se calienta en el vacío para reducir el punto de ebullición y evitar reacciones químicas adversas.

## Aplicaciones de la pirólisis

### Pirólisis de recursos renovables
Los procesos de pirólisis se clasifican como tecnologías prometedoras para utilizar materias primas renovables -especialmente a base de lignocelulosa- y desplazar a los combustibles fósiles, razón por la cual se han realizado investigaciones masivas sobre ellos durante mucho tiempo. Sin embargo, actualmente los procesos no tienen gran importancia económica. La pirólisis de biomasa es un paso hacia la recuperación de numerosos biocombustibles s y plataformas químicas.
La fabricación pirolítica de productos ofrece un gran potencial para la reducción de gases de efecto invernadero en comparación con la fabricación convencional basada en combustibles fósiles. El balance exacto depende en particular del uso de los productos de pirólisis y del tipo de biomasa.
La pirólisis de biomasa también se utiliza como medio de CO2 en forma de captura y almacenamiento de CO2 pirogénico (PyCCS).

### Pirólisis de residuos
La aplicación de la pirólisis al tratamiento de residuos ha ganado aceptación junto con otras tecnologías avanzadas de tratamiento de residuos. Sin embargo no los elimina, sino que los transforma en carbón, agua, residuos líquidos, partículas, metales pesados, cenizas o tóxicos —en algunos casos—, entre otros; vertiendo al aire desde sustancias relativamente inocuas hasta muy tóxicas y reduciendo así su volumen. Esta destilación destructiva obviamente imposibilita el reciclado o la reutilización.
La pirólisis se puede utilizar también como una forma de tratamiento termal para reducir el volumen de los residuos y producir combustibles como subproductos. También ha sido utilizada para producir un combustible sintético para motores de ciclo diésel a partir de residuos plásticos.
La pirólisis es una importante alternativa a la incineración para la valorización de residuos, como neumáticos usados, residuos de madera o plásticos. Muchas de estas plantas funcionan en Asia, especialmente en Japón, y también se han probado en Alemania. En el caso de Alemania, la Agencia Federal de Medio Ambiente evalúa la pirólisis de residuos de forma bastante crítica y considera que, como mucho, un pretratamiento pirolítico de los residuos es útil en determinadas circunstancias.
Además, la pirólisis también puede utilizarse como método térmico para la remediación de suelos en suelos contaminados con petróleo, mercurio y dioxinas.

### Producción y regeneración de carbón activado
Después de que el carbón y el aglutinante se mezclen hasta alcanzar una masa definida, los gránulos se prensan y se calientan en una atmósfera sin oxígeno.
El carbón activo gastado, es decir, cargado de contaminantes, se calienta en una atmósfera sin oxígeno y los contaminantes se expulsan a temperaturas de unos 800 °C y también se agrietan parcialmente.

### Reciclaje de plásticos
Para el reciclado de plásticos se utiliza la pirólisis en lecho fluido según el llamado proceso de Hamburgo.

### Otros procesos de pirólisis y campos de aplicación
- Acetileno recuperación por el proceso HTP
- Sabor ahumado - Fabricación de  Aromatizante#Aromatizantes_o_saborizantes_sintéticos de humo
- Cracking como proceso petroquímico para la producción de gasolina de motor rica en aromáticos, que se caracteriza por sus buenas propiedades antidetonantes (gasolina de pirólisis).
- Pirólisis al vacío para la síntesis de estructuras complejas como los fullerenos
- Producción industrial de negro de humo
- Carbono reforzado con fibra de carbono: La pirólisis constituye una etapa esencial del proceso de producción de estos materiales.
- Coquería, (coque producción de marrón o hulla).
- Pirólisis en combinación con procesos de cromatografía de gases (por ejemplo, GC/MS) para la investigación y determinación de materiales poliméricos.
- Extracción de hidrógeno del agua mediante antorchas de plasma
- Hornos autolimpiables también funcionan con una técnica basada en la pirólisis (pero con ayuda del oxígeno).

## Perspectivas de desarrollo
Cabe señalar dos áreas principales de investigación en el campo de la pirólisis, estas son: la pirólisis catalítica y la pirólisis con adición de diversas sustancias (iniciadores de descomposición o inhibidores de reacciones secundarias).
Cuando se utilizan varios catalizadores, la selectividad y el rendimiento de algunos productos principales aumentan significativamente. En este caso, la temperatura de pirólisis se puede reducir significativamente. Las principales desventajas de la pirólisis catalítica son, sin duda, la rápida coquización de los catalizadores y la necesidad de crear nuevas instalaciones y nuevos equipos tecnológicos. Y, dado que aún no han aparecido plantas industriales de pirólisis catalítica completas, esto significa que es bastante difícil crear aquellas que sean confiables y fáciles de operar. Aunque los investigadores japoneses están realizando intensas investigaciones en esta área, periódicamente aparecen notas en la prensa sobre pruebas en Japón de plantas experimentales de pirólisis catalítica.
En la segunda dirección, se probó una gran cantidad de compuestos con su adición de decenas de ppm a decenas de por ciento en materias primas. Estas sustancias inician reacciones de descomposición de materias primas y/o inhiben procesos secundarios indeseables. En la industria se ha generalizado el uso de pequeños aditivos (50-300 ppm) de sustancias que ayudan a reducir la formación de coque durante la pirólisis. Compuestos que contienen azufre (como el disulfuro de dimetilo ), polisulfuro de terc-butilo). Nalco está promocionando activamente un inhibidor de coquización basado en sustancias que contienen fósforo. El principio de acción de estas sustancias es la pasivación de los centros activos de formación de coque en la pared de la pirobobina. Sin embargo, esta dirección también tiene muchas desventajas, tales como: la complejidad de la dosificación uniforme, la distribución uniforme del aditivo sobre el flujo de vapor crudo, la limitación del uso de inhibidores de la formación de coque en la pirólisis de materias primas con contenido de azufre ( gasolina de primera destilación, gasóleo atmosférico).
De los últimos desarrollos, cabe destacar el uso de diversos campos físicos (acústicos, electromagnéticos) en el proceso de pirólisis. El efecto de estos campos es casi el mismo que cuando se usan catalizadores.
Además, el interés en las tecnologías de química de plasma que utilizan plasma de baja temperatura no disminuye, lo que permite que las reacciones se lleven a cabo a temperaturas de 1000–10000 K. La principal ventaja de las reacciones de química de plasma es la posibilidad de utilizar bajo valor o difícil -para procesar las materias primas. Por ejemplo, el metano se puede descomponer fácilmente a tales temperaturas. En el contexto de un rápido aumento de los precios del petróleo, este proceso es muy prometedor.